# Neige de juin
Serissa foetida
Genre
Espèce
Classification phylogénétique
La neige de juin (Serissa foetida) est une espèce de plantes à fleurs de la famille des Rubiacée. C'est un arbuste originaire de Chine du sud, du Japon et de l'Asie du sud-est.
Synonyme : Serissa japonica (Thunb.) Thunb.

## Description
C'est un arbuste à feuillage persistant ou semi-persistant qui mesure de 45 à 60 cm de haut (il dépasse rarement les 80 centimètres de hauteur à l’état naturel). Ses petites feuilles ovales, épaisses et vert foncé dégagent une odeur déplaisante si on les écrase (d'où le nom de l'espèce, « foetida », fétide). Les branches s'étalent dans toutes les directions, formant un large dôme touffu. Son tronc, rugueux et gris, tend à devenir plus clair avec l’âge. La floraison a lieu à longueur d'année, mais surtout du début du printemps jusqu'à l'automne. Les boutons floraux, d'abord roses, s'épanouissent en une profusion de fleurs blanches en entonnoir mesurant 1 cm de large, dont la corolle se divise en 4 à 6 lobes. Ses fleurs apparaissent au bout des nouveaux rameaux et tombent généralement au bout de 24h.

## Habitat et aire de répartition
Serissa foetida est originaire des prairies humides et des boisés ouverts des zones subtropicales d'Asie du Sud-Est. On le retrouve surtout en Chine, au Japon et en Indochine.

## Culture et utilisation
On cultive cet arbuste pour son port compact, sa longue période de floraison et son tronc à l'écorce grise et rugueuse, qui devient plus pâle avec l'âge.
Le Serissa est communément vendu comme bonsaï. Il n'est pas difficile à tailler, mais il est plutôt exigeant en ce qui concerne les conditions environnementales. Il a tendance à perdre ses feuilles si le sol est trop humide ou trop sec, ou si la température est trop basse ou trop élevée. Il n'aime pas non plus être déplacé. Les feuilles repoussent généralement lorsque les conditions s'améliorent. Le Serissa étant d’origine subtropicale, il a besoin, en intérieur comme en extérieur, de beaucoup de lumière et d’humidité.
Son port en « plumeau » rend généralement cet arbuste facile à sculpter et donc idéal pour s'initier à l'art du bonsaï. La floraison peut se poursuivre épisodiquement pendant 4 à 5 mois après les premières pousses.
Le Serissa n’apprécie pas le calcaire, préférez une eau neutre pour l'arrosage.
Un substrat drainant favorisera le développement des radicelles et favorisera l'écoulement du surplus d'eau, le Serissa ayant horreur d’avoir les pieds dans l’eau et étant sensible à la pourriture des racines, qui est la cause principale de mortalité chez cette espèce. Utilisez une mélange avec 70 % d'Akadama, de Pouzzolane, de Pumice ou de gravier très fin et 30 % de terreau finement tamisé.
En hiver, il peut supporter des températures pouvant aller jusqu'à -5° sur de courtes périodes, mais il a besoin de repos. Une serre froide, un voile d'hivernage lui seront nécessaires pendant 3 ou 4 mois, afin qu'il ne s'épuise pas.

## Taille et ligaturage
La taille s'effectue de préférence au printemps (ou en automne dans les régions ou l'hiver est doux) lorsque les nouvelles pousses ont plus de 2 nœuds. La taille du tronc s'épaissit lentement. Les branches et rameaux sont plus rapides.
Pour ne pas épuiser l'arbre, on peut retirer les bourgeons qui apparaissent à la base du tronc (caractéristique du serissa).
Avec son écorce fragile, un bois et des racines très cassantes, il doit être manipulé avec précautions. Lors d'un rempotage, manipulez délicatement la motte de votre bonzaï. Réalisez des ligatures souples et surveillez les tensions afin de limiter le marquage de vos branches. Le bois est plus facile à travailler lorsque le bonsaï est « assoiffé ».

## Cultivars
Plusieurs cultivars à fleurs doubles ou à feuilles panachées sont disponibles. 'Pink Snow Rose' a des fleurs rose pâle et des feuilles bordées de blanc crème. Parmi les autres cultivars, on retrouve 'Variegata', 'Variegated Pink', 'Pink Mystic', 'Snowflake', 'Snowleaves', 'Mt. Fuji', 'Kyoto' et 'Sapporo'.

## Problèmes phytosanitaires
La chute ou le jaunissement des feuilles est bien souvent une réaction à une situation de stress (manque de lumière, changements d’emplacement, courants d’air, manque d'humidité).
Sa sève malodorante le protège de certains insectes, mais l’araignée rouge et les cochenilles sont à surveiller.
Le Serissa est sensible à la pourriture des racines (surtout lorsqu'il est dans un substrat non adapté) et peut être affecté par le Mildiou.